# Władysław Natanson
Władysław Natanson (ur. 18 czerwca 1864 w Warszawie, zm. 26 lutego 1937 w Krakowie) – polski fizyk.

## Życiorys
Pochodził z żydowskiej rodziny bankierów, będąc wnukiem Samuela Natansona (1795–1879), synem Ludwika Natansona (1821–1896), lekarza, i Natalii z Epsteinów. Jego bratem był przemysłowiec Edward Natanson (1861–1940), ojciec fizyka Ludwika Karola Natansona (1905–1992).
Ukończył studia na uniwersytetach w Warszawie, Petersburgu, Dorpacie i w Cambridge, w 1891 habilitował się w Krakowie, od 1894 profesor nadzwyczajny, a od 1902 profesor zwyczajny Uniwersytetu Jagiellońskiego (w latach 1922–1923 rektor). Profesor fizyki matematycznej na Uniwersytecie Jagiellońskim, 1893 członek korespondent, 1900 członek zwyczajny Polskiej Akademii Umiejętności, członek wielu zagranicznych Towarzystw Naukowych.
W 1930 został uhonorowany godnością doktora honoris causa Uniwersytetu Jagiellońskiego.
W nocy z 20 na 21 kwietnia 1923 pod domem prof. Natansona, wówczas rektora UJ, przy ul. Studenckiej eksplodowała bomba. Wybuch znacznie zniszczył elewację budynku, bramę wjazdową i sień, ale nie było ofiar. Sprawców nie udało się ująć. Opinia publiczna łączyła zamach ze sprzeciwem profesora wobec zainicjowanego przez Młodzież Wszechpolską, a dyskutowanego wówczas w Sejmie projektu ograniczenia liczby studentów żydowskich poprzez numerus clausus. Dziewięć z 42 konsultowanych w tej sprawie wydziałów uczelni odrzuciło projekt, w tym Wydział Filozoficzny UJ. Rektor Natanson należał obok profesorów UJ Stanisława Estreichera i Fryderyka Zolla do przeciwników numerus clausus. Następnego dnia głosowanie nad projektem zostało na wniosek PSL „Piast” odroczone. Organ PPS „Naprzód” przypisał zamach endeckiej koalicji znanej potocznie jako Chjena i oskarżanej o inspirację zabójstwa prezydenta Narutowicza cztery miesiące wcześniej. Prasa narodowa ogłosiła zamach prowokacją „terrorystów żydowsko-komunistycznych”. Trzej przywódcy Młodzieży Wszechpolskiej zatrzymani na wniosek premiera Sikorskiego zostali zwolnieni wobec braku dowodów. Zamach zapoczątkował serię wybuchów bombowych, w tym w Krakowie w hotelu Kellera na Kazimierzu, gdzie mieściła się siedziba żydowskiej partii Bund, oraz w budynku redakcji „Nowego Dziennika” przy ul. Orzeszkowej.
Przedmiotem badań Natansona były: teoria kinetyczna gazów, termodynamika procesów nieodwracalnych i jej zastosowania do hydrodynamiki płynów lepkich, teoria elektronów, teoria promieniowania i optyka.
W fachowych pismach zagranicznych oraz w sprawozdaniach Polskiej Akademii Umiejętności ogłosił szereg prac z optyki i innych działów fizyki teoretycznej. Wydał: „Wstęp do fizyki teoretycznej” (1890), „Promieniowanie” (1913), „Pierwsze zasady mechaniki undulacyjnej” (1930). Głębokie myśli fizyki współczesnej udostępnił szerszym kołom czytelników w „Odczytach i Szkicach” (1908), w „Życiorysie Newtona” (1927) oraz w dziełach pt. „Oblicze natury” i „Porządek Natury”.
Od 11 kwietnia 1911 żonaty z Elżbietą Teklą z Baranowskich. Jego synem był Wojciech Natanson (1904–1996), a zięciami Zygmunt Grodziński i Bogdan Kamieński.
Zmarł 26 lutego 1937 w Krakowie. Został pochowany na cmentarzu Rakowickim w Krakowie (kwatera 26-płd-grobowiec Natansonów).

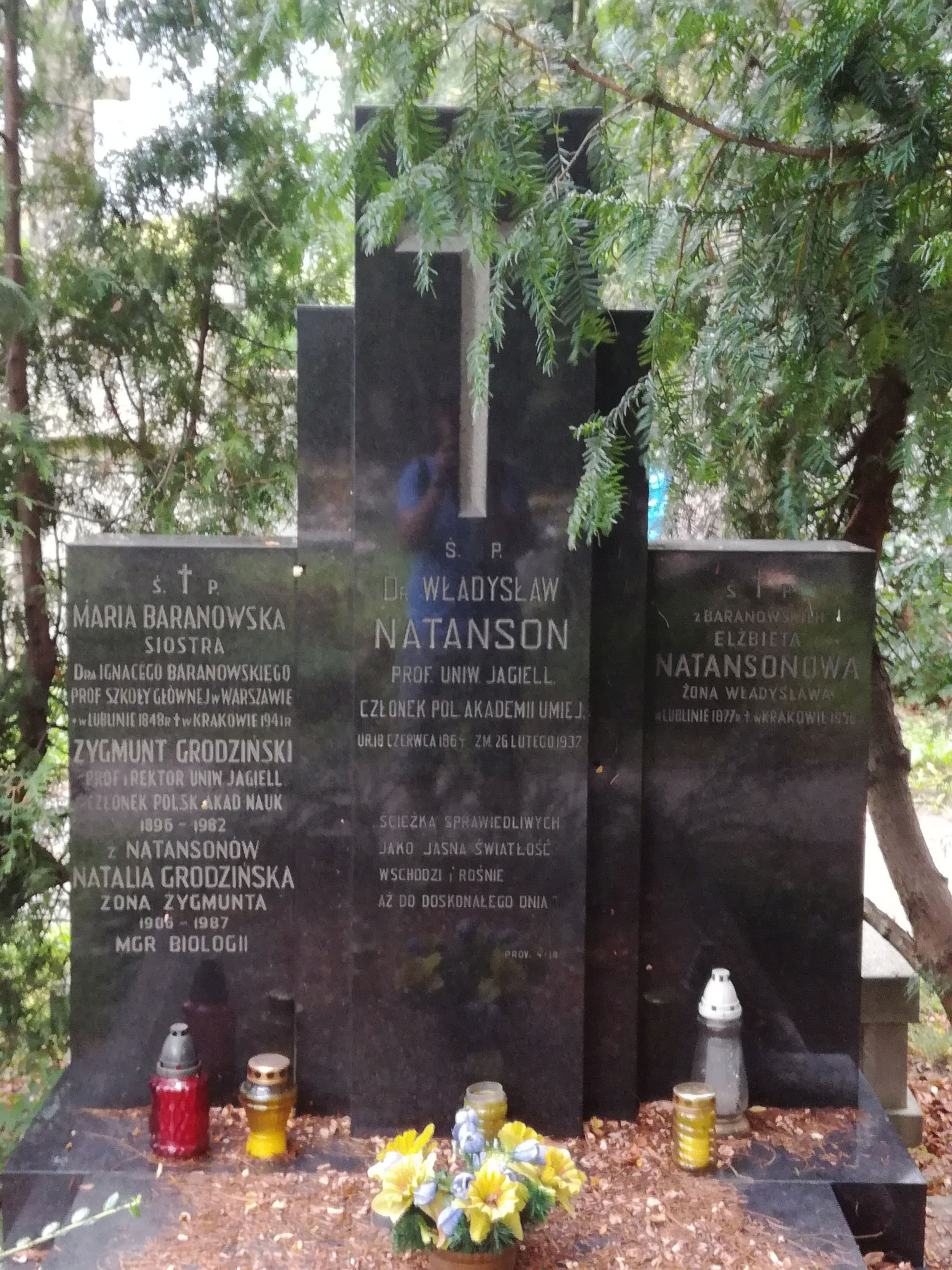
Grób prof. Władysława Natansona i prof. Zygmunta Grodzińskiego

## Ordery i odznaczenia
- Krzyż Komandorski Orderu Odrodzenia Polski (27 listopada 1929)[10]
- Złoty Krzyż Zasługi (11 listopada 1936)[11]
- Złoty Wawrzyn Akademicki (7 listopada 1936)[12]